# Organizzazione internazionale dei satelliti per le telecomunicazioni
L'Organizzazione internazionale dei satelliti per le telecomunicazioni (ITSO) è un'organizzazione intergovernativa incaricata di sovrintendere agli obblighi di servizio pubblico di Intelsat.
Comprende il principio stabilito nella risoluzione 1721 (XVI) dell'Assemblea generale delle Nazioni Unite, che esprime "Tutte le nazioni dovrebbero avere accesso alle comunicazioni via satellite".

## Quartier generale
La sede centrale di questa organizzazione si trova a Washington, negli Stati Uniti.

## Membri
A giugno 2013, ci sono 149 stati membri di ITSO. Gli Stati aderiscono all'ITSO ratificando un trattato multilaterale noto come accordo relativo all'Organizzazione internazionale dei satelliti per le telecomunicazioni. La Bulgaria ha ratificato il trattato nel 1996, ma lo ha denunciato e ritirato dall'organizzazione nel 2012.